# Ducula latrans
Il piccione imperiale di Peale (Ducula latrans Peale, 1848) è un uccello della famiglia dei Columbidi diffuso nella maggior parte delle isole medie e grandi dell'arcipelago che compone le isole Figi.
Il suo habitat naturale sono le foreste pluviali delle zone umide. È una delle due specie di piccioni imperiali che si trovano nelle Figi, con l’altra, la Ducula pacifica, che vive nelle isole più piccole.